# Военная разведка Пакистана
Военная разведка Пакистана (урду پاکستانی ملٹری انٹیلیجنس‎, англ. Directorate-General for the Military Intelligence, MI) — главный орган военной разведки и военной контрразведки Пакистана.

## История
Военная разведка Пакистана была создана вскоре после создания доминиона Пакистан начальником генерального штаба пакистанской армии генерал-майором Робертом Котхемом, который стал первым её директором. Впоследствии Роберт Котхем создал также Межведомственную разведку.
Военная разведка Пакистана в лице тогдашнего директора генерал-майора Сейеда Хамида поддержала государственный переворот 1958 против президента Искандера Мирзы и способствовала приходу к власти командующего армией фельдмаршала Айюб Хана. После введения правительством Айюб Хана как в Западном, так и в Восточном Пакистане военного положения все три главные спецслужбы Пакистана стали демонстрировать свою лояльность по отношению к военному режиму.
В ходе президентских выборов 1965 г. военная разведка наряду с ISI вела слежку за Фатимой Джинна и другими оппозиционными политиками, в частности, Муджибуром Рахманом и Зульфикаром Али Бхутто. Высказывались также мнения о причастности военной разведки к массовым убийствам в Восточном Пакистане в 1964. В 1978 военная разведка приняла участие в свержении и последующей казни премьер-министра Зульфикара Али Бхутто, а также способствовала приходу к власти в Пакистане генерала Зия-уль-Хака.
В 1980-х военная разведка Пакистана провела операции в провинции Синд против коммунистической партии Пакистана и индийских спецслужб.
В течение Каргильской войны военная разведка провела ряд операций.
Впоследствии сыграла значительную роль в приходе к власти генерала Первеза Мушаррафа.

## Организационная структура и функции
Военная разведка Пакистана включает в себя разведку ВВС, военно-морскую разведку, армейскую разведку и разведку морской пехоты. Подчиняется непосредственно начальнику штаба Вооружённых сил Пакистана.
В функции военной разведки входит сбор информации о состоянии вооружённых сил потенциальных противников (главным образом — Индии), выявление иностранных агентов и организаций, представляющих угрозу для государства Пакистан и его вооружённых сил. В настоящее время военную разведку возглавляет генерал-майор Ношад Ахмед Каяни.